# Lyndsay Belisleová
Lyndsay Belisleová (* 1. října 1977) je bývalá kanadská zápasnice–volnostylařka.

## Sportovní kariéra
Zápasení se věnovala od 16 let. Připravovala se v Burnaby pod vedením Mike Jonese. V kanadské reprezentaci se pohybovala od roku 1998 v neolympijské váze váze do 51 kg a v olympijské do 48 kg. V roce 2004 se z druhé světové olympijské kvalifikace v Madridu kvalifikovala prvním místem na olympijské hry v Athénách. V Athénách prohrála úvodní zápas skupiny s Japonkou Čiharu Ičóovou před časovým limitem na technickou převahu a nepostoupila do vyřazovacích bojů. Sportovní kariéru ukončila v roce 2008.

## Výsledky
| Turnaj                  | 1998 | 1999 | 2000 | 2001 | 2002 | 2003 | 2004 | 2005 | 2006 |
| Turnaj                  | 21   | 22   | 23   | 24   | 25   | 26   | 27   | 28   | 29   |
| Turnaj                  | -46  | -46  | -51  | -51  | -51  | -48  | -48  | -51  | -51  |
| ----------------------- | ---- | ---- | ---- | ---- | ---- | ---- | ---- | ---- | ---- |
| Olympijské hry          |      |      |      |      |      |      | úč.  |      |      |
| Mistrovství světa       | —    | úč.  | úč.  | 4.   | 4.   | úč.  |      | —    | 2.   |
| Panamerické hry         |      |      |      |      |      | 2.   |      |      |      |
| Panamerické mistrovství | 1.   |      | —    | —    | —    | 2.   | —    | —    | 1.   |